# Hafiz Ibrahim Dalliu
Hafiz Ibrahim Dalliu (nevének ejtése hafiz ibɾahim daɫiu; Tiran, 1878 – Tirana, 1951. február 5. [temetés napja]) albán muszlim vallástudós (ulema), tanár, publicista. Az albán függetlenségért vívott nemzeti mozgalom alakjaként elsősorban oktatási és közművelődési területen végzett tevékenysége volt jelentős.

## Életútja
A tirani (ma Tirana) születésű Dalliu szülővárosa medreszéjében végezte alapfokú tanulmányait, majd iszlám vallástudományt hallgatott Konstantinápolyban. Két év elteltével – feltehetően anyagi okok miatt – tanulmányait félbeszakította. 1901-ben visszatért szülővárosába, ahol 1903–1904-ben Tiran első, 1898-ban alapított iskolájában tanított. 1905-ben megnyitotta leányiskoláját, ahol az elsők között biztosított albán nyelvű oktatást az oszmán területeken. Murat Toptani jó barátjaként egyre aktívabb részese lett a függetlenségi mozgalomnak, és 1908-ban, az ifjútörök forradalom utáni időszakban csatlakozott a Konstantinápolyban Bashkimi (’Egység’) néven megalakult hazafias társasághoz. 1909-ben Tirana küldötteként – Refik Toptanival együtt – részt vett az albán közoktatás ügyét előmozdító elbasani kongresszuson, majd a még ugyanazon év decemberében Elbasanban megnyílt tanítóképző, a Shkolla Normale tanára lett. 1909 és 1911 között nacionalista szervezkedés vádjával az oszmán hatóságok több ízben letartóztatták, ennek ellenére részt vett az 1912-es albán felkelésben. Faik Konica Közép-Albánia egyik legállhatatosabb hazafijaként aposztrofálta Dalliut.
1914-ben az Albán Fejedelemség trónját elfoglaló Vilmos fejedelem híve volt, és az elkövetkező években is aktív közéleti szerepet vállalt a főváros életében. 1924-től 1926-ig az albán fővárosban megjelent közéleti lap, a Dajti főszerkesztője volt, amelynek minden számához maga is írt egy-két publicisztikát. Az 1944. évi kommunista hatalomátvételt követően megindult politikai tisztogatások őt is elérték. A tiranai medresze tanítója volt, amikor 1947-ben letartóztatták és „a nép ellenségeként” börtönbüntetésre ítélték. 1949-ben amnesztiával szabadult börtönéből. 1951. február elején halt meg, temetésére 1951. február 5-én került sor. Elsie életrajzi lexikonjában halálozási dátumaként 1952. május 25. szerepel.

## Munkássága és emlékezete
Élete során tizenöt, az iszlámról szóló kommentárja és traktátuma jelent meg, de jelentős az 1930-ban Patriotizma në Tiranë (’A hazafias mozgalom Tiranában’) címen megjelent, a 19–20. századforduló helytörténetét feldolgozó munkája is. Közéleti írásaiban gyakran szatirikus hangot ütött meg, de szatirikus verseket is írt.
2000. május 30-án a nevét viselő utcában, a tiranai medresze előtti kis téren avatták fel egész alakos szobrát.